# Штейнбрик, Бруно Яковлевич
Бруно Яковлевич Штейнбрик (Bruno Šteinbriks, 21 сентября 1932 — 23 октября 2021) — советский деятель спецслужб, генерал-лейтенант. Начальник Главного управления уголовного розыска МВД СССР (1984—1986). Министр внутренних дел Латвийской ССР (1986—1990).

## Биография
Родился 21 сентября 1932 года в городе Талси (Латвия) в рабочей семье.
С 1950 года, после окончания средней школы, один год проучился в Рижском кооперативном техникуме. С 1951 года в органах НКВД СССР. С 1953 года после окончания спецшколы № 303 МГБ СССР служил оперуполномоченным 3-го отделения 1-го отдела МВД Латвийской ССР. С 1954 года оперуполномоченный, старший оперуполномоченный 2-го отделения Контрразведывательного отдела КГБ при Совете министров Латвийской ССР.
С 1960 года после окончания Высшей школы КГБ при СМ СССР — старший оперуполномоченный, с 1962 года заместитель начальника и с 1963 года начальник 1-го отделения Контрразведывательного отдела КГБ при Совете министров Латвийской ССР. С 1966 года начальник Отдела КГБ города Лиепая. С 1970 года заместитель начальника, с 1972 года начальник Контрразведывательного отдела КГБ Латвийской ССР.
С 1983 года первый заместитель министра внутренних дел Латвийской ССР. С 1984 года первый заместитель начальника и начальник Главного управления уголовного розыска МВД СССР. С 1986 года министр внутренних дел Латвийской ССР. С 1991 года начальник Особого отдела (военная контрразведка) Прибалтийского пограничного округа.
В 1993 году уволен в отставку.
Умер 23 октября 2021 года.